# 日本建築史
日本建築史（にほんけんちくし）では、日本列島における建築の成り立ちや歴史の流れを詳しく記述する。住宅については日本の住宅、神社は神社建築を参照。
日本建築の発展史を全体的に見て、先史時代の建物は素朴でシンプルなデザインとなっていた。飛鳥時代から江戸時代にかけての伝統建築は、中国大陸からの影響を受けながらも日本独自の工夫が加えられ、繊細風雅さと豪華絢爛さを兼ね備えたものが多かった。明治時代から昭和時代前期にかけての近代建築は、西洋からさまざまな様式が取り入れたが、本物の欧米の近代建築に比べて、その色使いはより鮮やかのが特徴であった。1930年代にはモダニズム建築が浸透していった。

## 定義

### 扱う範囲
太平洋戦争の前までは、「日本建築」という言葉の定義は「日本列島上の古代から中世までの神社・寺院建築」に限られていた。20世紀初頭のモダニズムの時代以降、和風建築の理念は西洋のモダニズム建築に通じるという見方が出て、欧米から大きな注目を集めるようになった。しかし、第二次世界大戦後には「日本全時代の民家、江戸時代の社寺建築、沖縄県の琉球王国宮殿、明治や大正の西洋風建築」なども次第に対象となっており、日本建築の定義も広がっていた。
また、欧米人は日本のアニメや漫画・ゲームの影響で、日本人にとって身近な町の建物、たとえば道端の祠や廃墟になった仏龕など、以前で研究対象になれなっかたものも、日本の民俗文化の1つとして再評価されている。さらに、日本人建築家が旧植民地に残した和風や洋風建築、とくに日本と友好関係を築いている台湾で保存されたもの（台湾総督府庁舎や高雄駅など）も、現代の研究対象となっている。
1954年、ドイツ人の建築家ヴァルター・グロピウス（Walter Gropius）が日本を訪れた際に、西ドイツの初代首相コンラート・アデナウアー（Konrad Adenauer）へ宛てて次のように書いた：
日本の住宅は私が知る限り最も現代的で、優れたものであり、実際にはプレハブ（前もって製造されたモノ）である。
ドイツ語の原文：Das japanische Haus ist das modernste und beste, das ich kenne und wirklich vorfabriziert.

### 学問としての始まり
江戸時代から建築に対する有職故実的な研究は行われていたが、学問として成立するのは明治時代以降であり、そして「建築」という用語自体も明治時代に造られたものであった。最初期の日本人建築家の辰野金吾は、ロンドン留学の際に「日本の建築にはどのような歴史があるか」と聞かれて、何も答えられず、自国の建築史研究の必要を感じたという。
辰野の教え子、伊東忠太は法隆寺が日本最古の建築であることを学問的に論じ、ここに日本建築史が第一歩を記した。1900年（明治33年）、パリ万博に際して岡倉覚三（天心）を中心に『稿本・日本帝国美術略史（帝室博物館編）』が刊行されていたが、建築の部門を任された伊東忠太は、岡倉の美術史区分に大きな影響を受け、日本建築史の大枠を築いた。
当時、廃仏毀釈で大きな打撃を受けた寺院建築の保護は課題となっており、関野貞は奈良・京都の主な建築を調査し、それらの建築年代をまとめていった。また、建築史学者と歴史家の間に法隆寺の建設年代に関する論争、いわゆる「法隆寺再建非再建論争」が起こっていたが、現存する『建物の様式論』や『六国史』などの文献研究はもとより、遺構調査など考古学の発掘成果も取り入れられるようになって、学問の深化が見られている。

## 特徴
日本建築は、ほかの漢字圏や東アジア諸国と同様に中国大陸から強い影響を受けており、日本史における古代では中国建築と多くの共通点や類似した特徴を持っていた。一方で、近代以降は西欧、特にポルトガルやオランダ、フランス、イギリスの4か国から影響を受けつつも、日本人は意図的に外来文化を日本風にアレンジし、日本の風土や文化に適応させた新しい建築様式を創造してきた。
「小屋組や破風を最大限に活用する日本建築」は、「柱や梁で建物を支える中国建築」や「煉瓦や石壁で建物を固める西洋建築」とは非常に対照的な存在である。西洋や中国とは大きく異なり、日本の寺院の基礎や仏塔の土台、民家の壁といった部分には石材をほとんど使用せず、「純木造建築」が特徴となっている。この伝統は現代にも受け継がれており、中国や西洋は鉄骨やコンクリートを用いるのに対し、日本は今でも木造工法に絞って民家や神社などの建築に用いている。

### 特殊な外観
日本の伝統建築は、時代や用途に応じて様式や技術が変化を遂げてきたものの、木材を主体とした構造や金飾りの使用、清潔感のある雰囲気といった特徴は、千年以上にわたって共通して受け継がれている。こうした特徴が生まれた背景には、日本の豊富な黄金の産出量や湿度の高い気候が大きく影響していると言える。
- 日本列島は湿潤な海洋性気候のため、大きな木が豊富に育ち、木材の利用が非常に多様化した結果、檜皮葺[30]や杮葺・藁・和紙といった材料が広く用いられ、石や煉瓦・粘土を建材とする必要があまり無かった。また、湿気を一刻も早く逃がすため、西洋のようにアーチや円筒形の屋根などの構造はほとんど見られず、より開放的な構造が選ばれてきた。
- また、金箔押し[31]や錺金具[32]、密陀彩色[33]といった技術が非常に発達しており、住宅や城郭・寺院・神社などに惜しみなく施されることで、簡素さの中にも秘められた豪華さが垣間みえる。日本は古代で中国大陸からさまざまな建物の作り方を輸入し、それを長い年月をかけて独自のものへと昇華させた結果、中国ではあまり使われない金飾りが、日本では一般的な技法として頻繁に使われている。

和風建築では、屋根は視覚的に最も印象的な部分であり、建物全体の大きさの半分を占めることもある。中華風の建築では「屋根の張り出しは控えめで、大きく反り返る」のが特徴的であるのに対し、和風の建築では「屋根が長く張り出し、僅かに反る」のが特徴である。和風建築の山形破風や屋根の曲線には美しいバランスが追求されており、洗練された美を持っている。

### 美意識
日本の伝統的な和風建築は、
- 外観では古代中国建築を手本とした要素が多く見られる一方で、そこに込められた美意識は大きく異なる[34]。たとえば、日本では壁が薄く、しばしば可動式である点が特徴的で、小屋組や破風といった精密な構造が多用され、建築全体に軽やかさや柔らかさをもたらしている。これに対して、中国建築では広大な空間に堂々とした城壁が聳え立つ印象を与え、部屋の壁は「厚く、不動であること」を前提に設計されている。このように、同じ東アジアの建築であっても、日本の伝統建築は「詫び寂び」、中国の伝統建築は「壮麗威厳」と評されることが多い[35]。
- 西洋建築とも対照的な特徴を持っている。日本の住宅では「室内に入る際に靴を脱ぐこと」が常識とされ、伝統的な民家では「畳が敷かれた床」が一般的である。構造としては、中央に破風を備えた母屋を据え、その周囲に小部屋を配する形式が多くみられる[34]。また、内部空間は「固定されたモノ」ではなく、「変化しうるもの」として設計されており、豪奢な屏風や簡素な障子を用いることで、部屋の広さや視覚的な奥行きを調整することができる。これにより、和風建築全体が自然との調和を重視したデザインとなっている[36]。欧州の建築が「神の居場所を永続させるための、人工の美」を追求するのに対し、日本の建築は「四季の移ろいを楽しむための、自然の美」を重んじており、この対比は東洋と西洋の価値観の違いを際立たせている[37][38]。

外国人の目から見た場合、
- 「横に張り出した長い屋根」と「半円形の唐破風」と「三角形の入母屋破風」の組み合わせは、西洋の黄金比率に近く、調和が取れている点も魅力的である。建築について専門知識のない外国人でも、日本特有の美しさと風雅さを直感的に感じ取り、その魅力を理解するに至ることも多い[39][40]。
- こうした建築美に加え、盆栽や日本庭園[36]、枯山水、鯉の池を配置することで、さらに趣を深める工夫もなされている。また、提灯や灯籠を飾ることで室内に独特の薄暗い趣を演出し、より深い和の風情を感じさせることができる。現代の日本では、外国人向けの和風旅館にこうした工夫が多く取り入れられている[36]。

## 歴史

### 旧石器時代建築

#### 竪穴建物・平地建物など

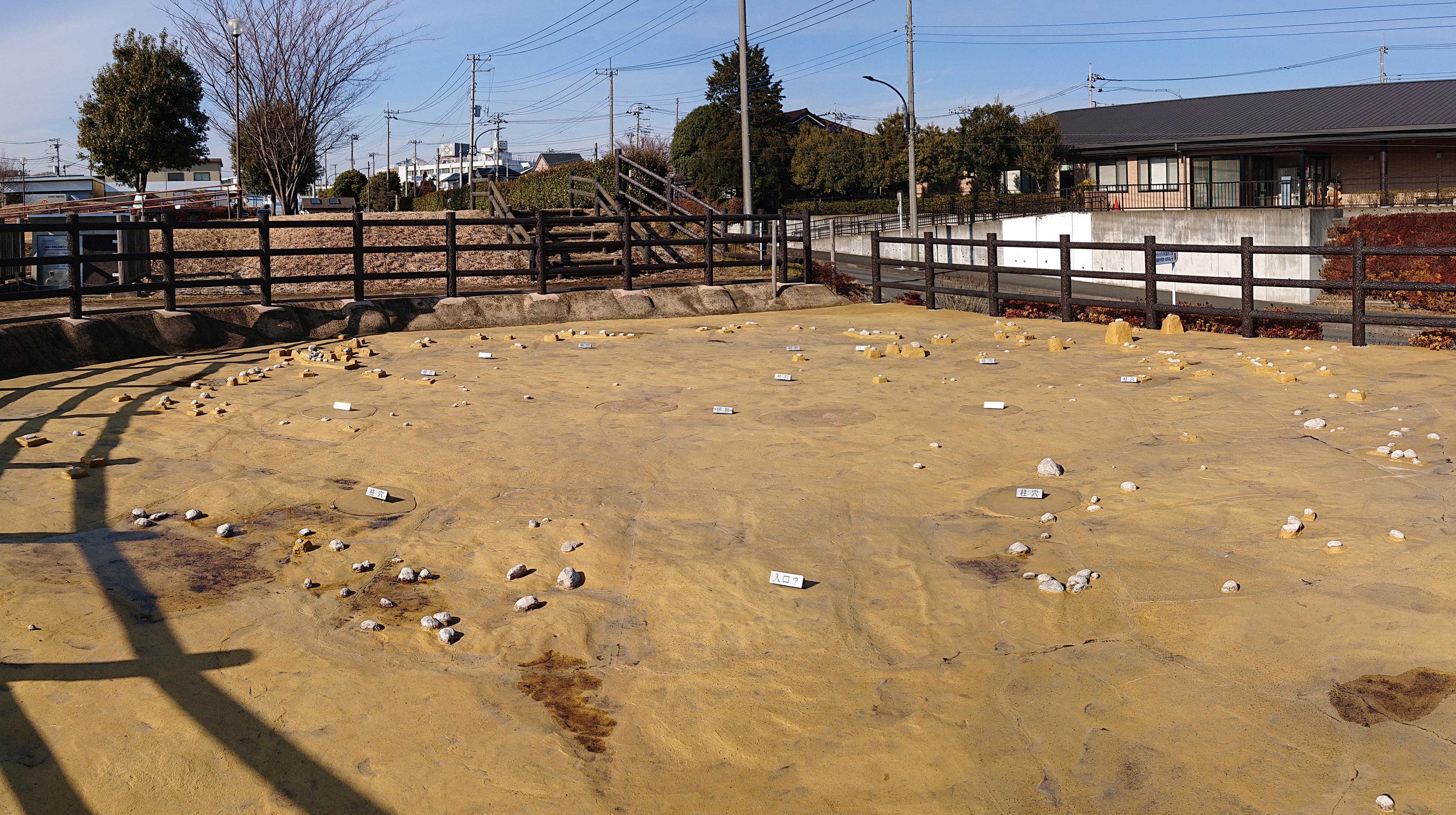
田名向原遺跡で検出された旧石器時代の平地建物遺構（住居状遺構）の原寸大模型（神奈川県相模原市中央区、史跡田名向原遺跡公園）

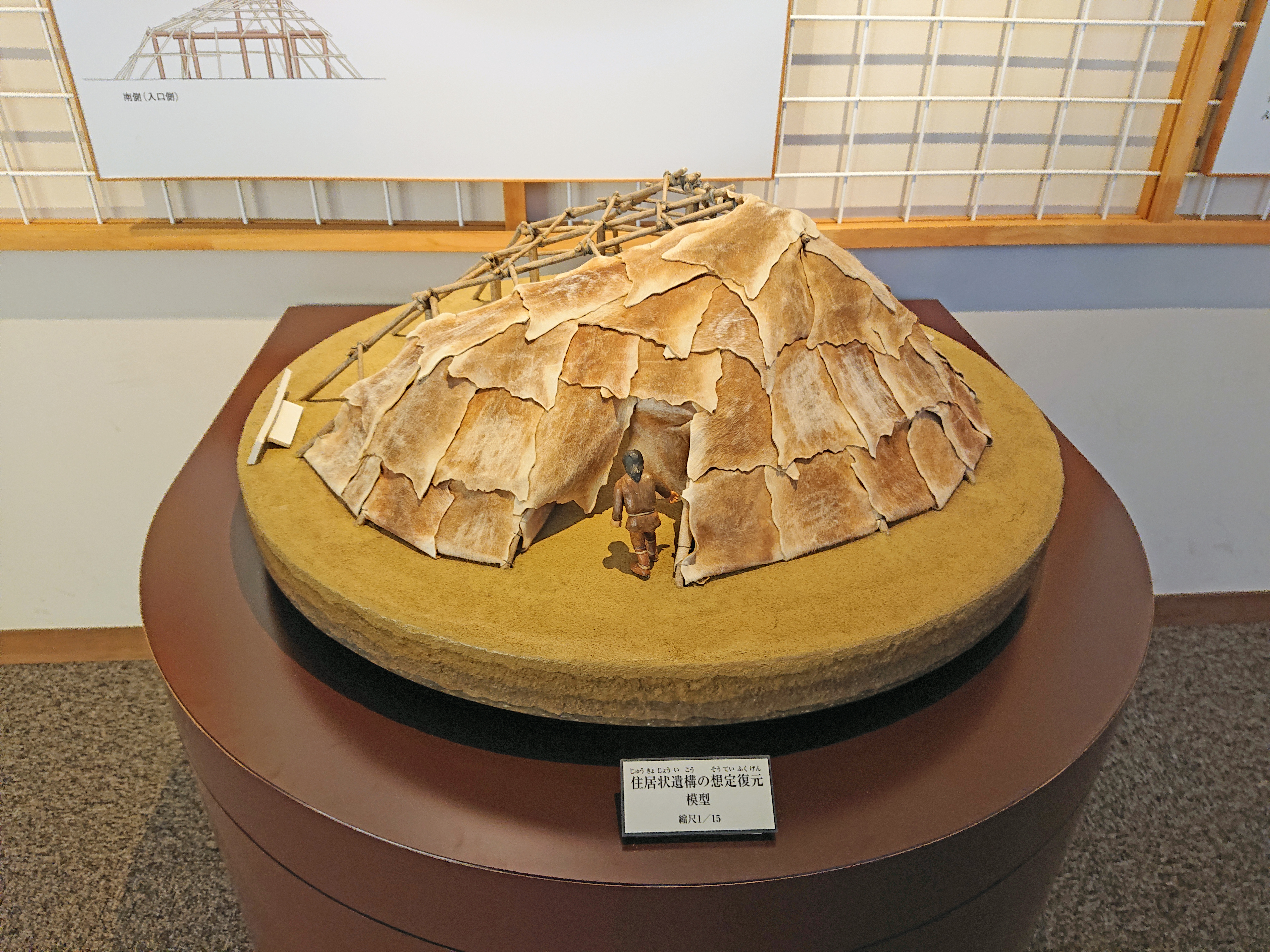
田名向原遺跡の平地建物復元模型（旧石器ハテナ館内）

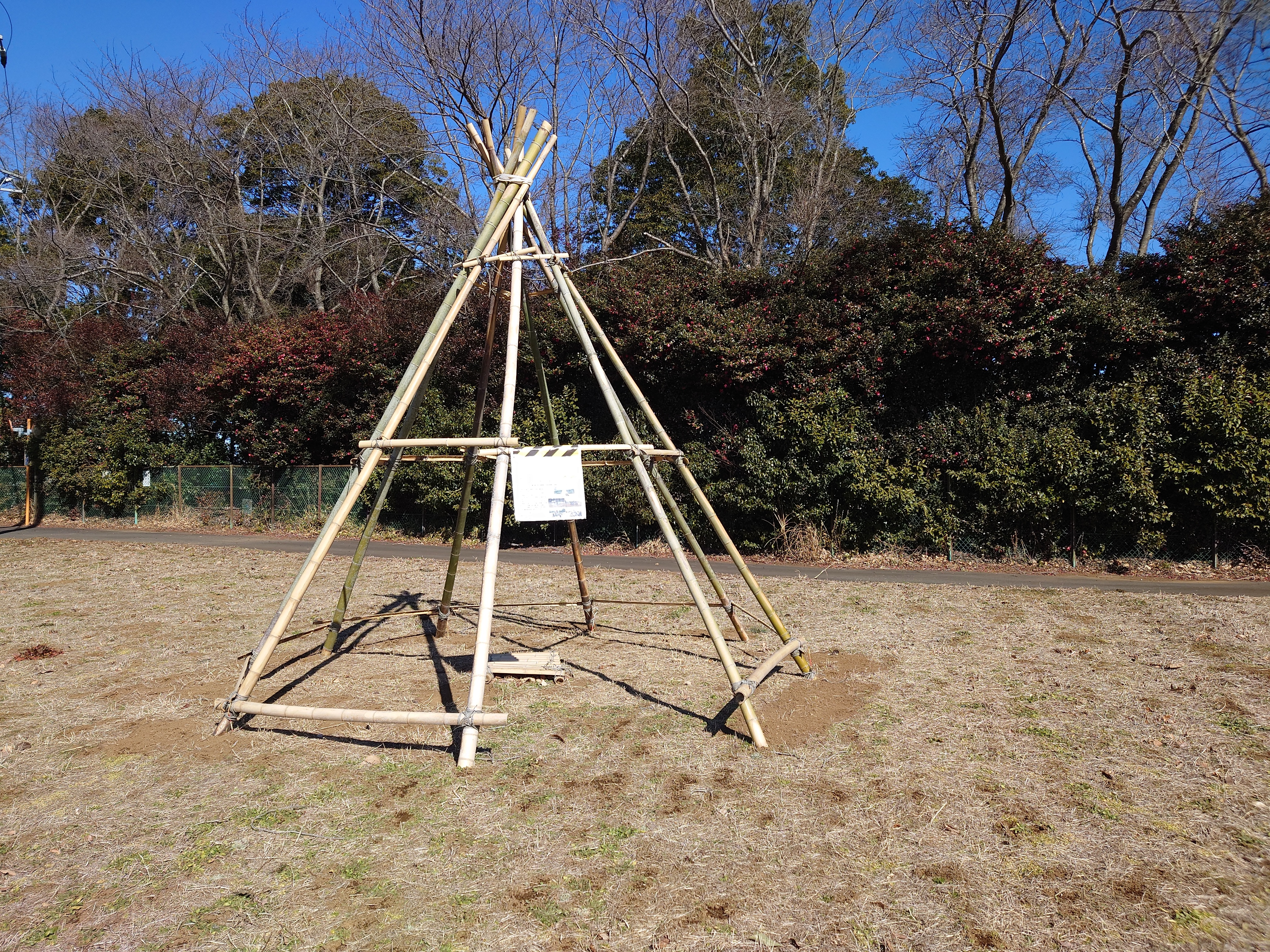
千葉工業大学創造工学部の八馬 智の研究室メンバーが、墨古沢遺跡（千葉県印旛郡酒々井町）の史跡指定地内で2024年（令和6年）に設置した旧石器時代の復元テント（防風対策のため骨組みのみ）。遊動生活を送る旧石器時代人は、多くの場合このような簡易な住まいで生活していたと考えられている。

現在の考古学・建築史では大きく床の位置（竪穴建物や平地建物・高床建物）、壁の有無（伏屋式、壁立式）、構造（掘立柱式、棟持柱式、壁建ち式）によって分類される。現存する原始～先史時代の建築物は存在しないものの、遺跡の発掘調査によって建築部材や遺構が検出されるようになり、これらの調査成果に基づいた復元建築物が存在している。
日本列島における建築物の歴史は、列島に人類が渡ってきた後期旧石器時代に遡る。旧石器時代の遺跡は、日本列島全土で1万箇所以上発見されているが、これらの中から竪穴建物や平地建物などの建築物の遺構が検出される事例は極めて稀である。
1998年（平成10年）時点の集成で、旧石器時代の建築物の可能性をもつ遺構（縄文時代草創期を除く）は、全国で27基あげられているが、建物跡と見なせるか疑問視されるものも含まれており、確実に建物とみて良いものは、約2万2千年前に遡る大阪府藤井寺市のはさみ山遺跡の竪穴建物跡や、約2万年前に遡る神奈川県相模原市の田名向原遺跡の平地建物跡など、10例程度しか確認されていない。
これは当時の人々が、食料となる動物を追い、テントのような一時設営型の住まいを所持して短期間に移動を繰り返す「遊動生活」をしており、柱穴（ピット）や深い掘り込み（竪穴建物の床面や土坑）を伴う長期滞在型の建築物をあまり造らなかったためと考えられている。
なお、神奈川県相模原市の小保戸遺跡では、2007年（平成19年）～2009年（平成21年）の調査で、約2万3千年前の環状に巡る礫集中（ブロック）が検出されており、建物跡と考えられている。

### 縄文時代建築

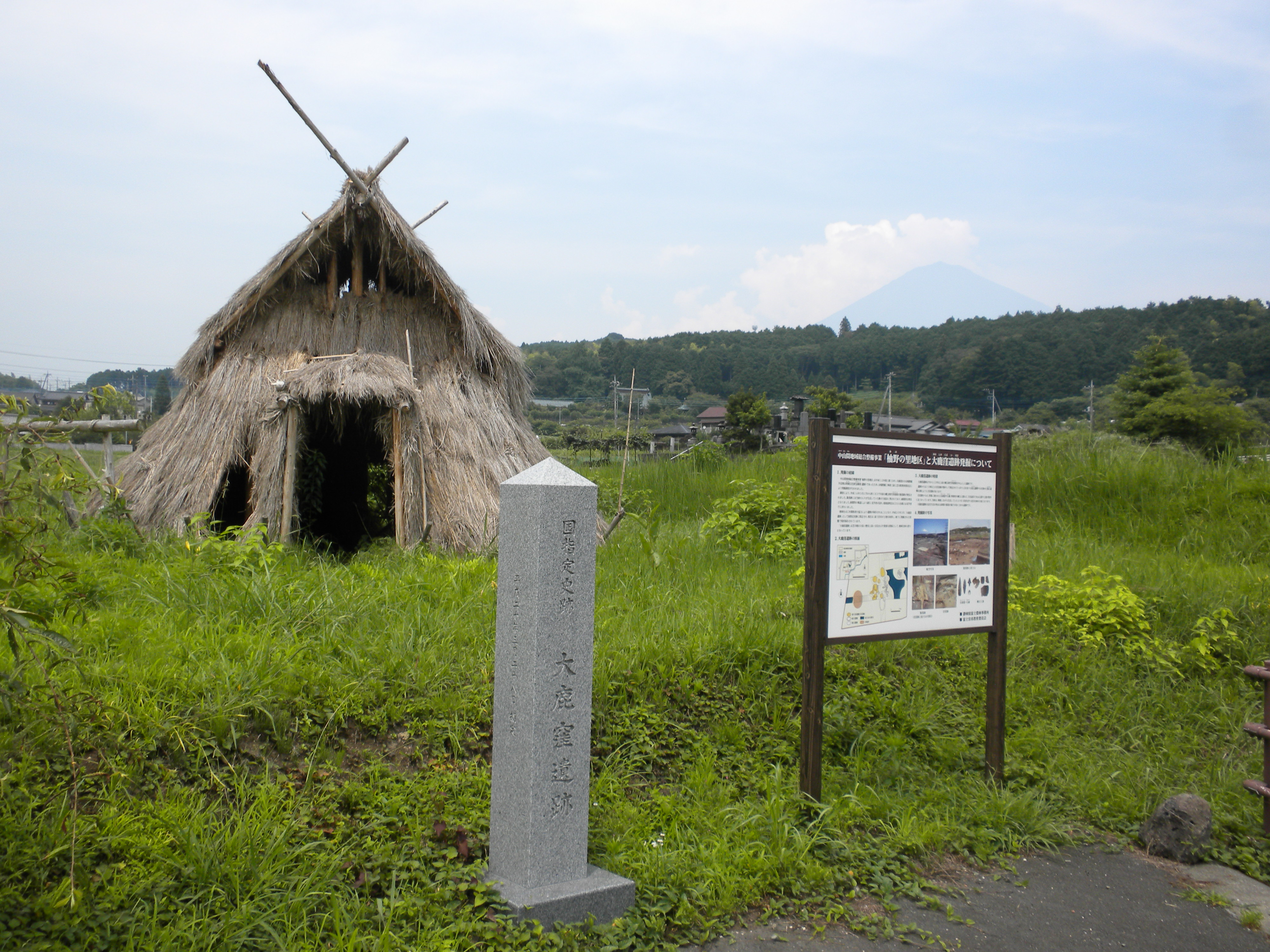
大鹿窪遺跡（静岡県富士宮市）の縄文時代草創期の復元竪穴建物。

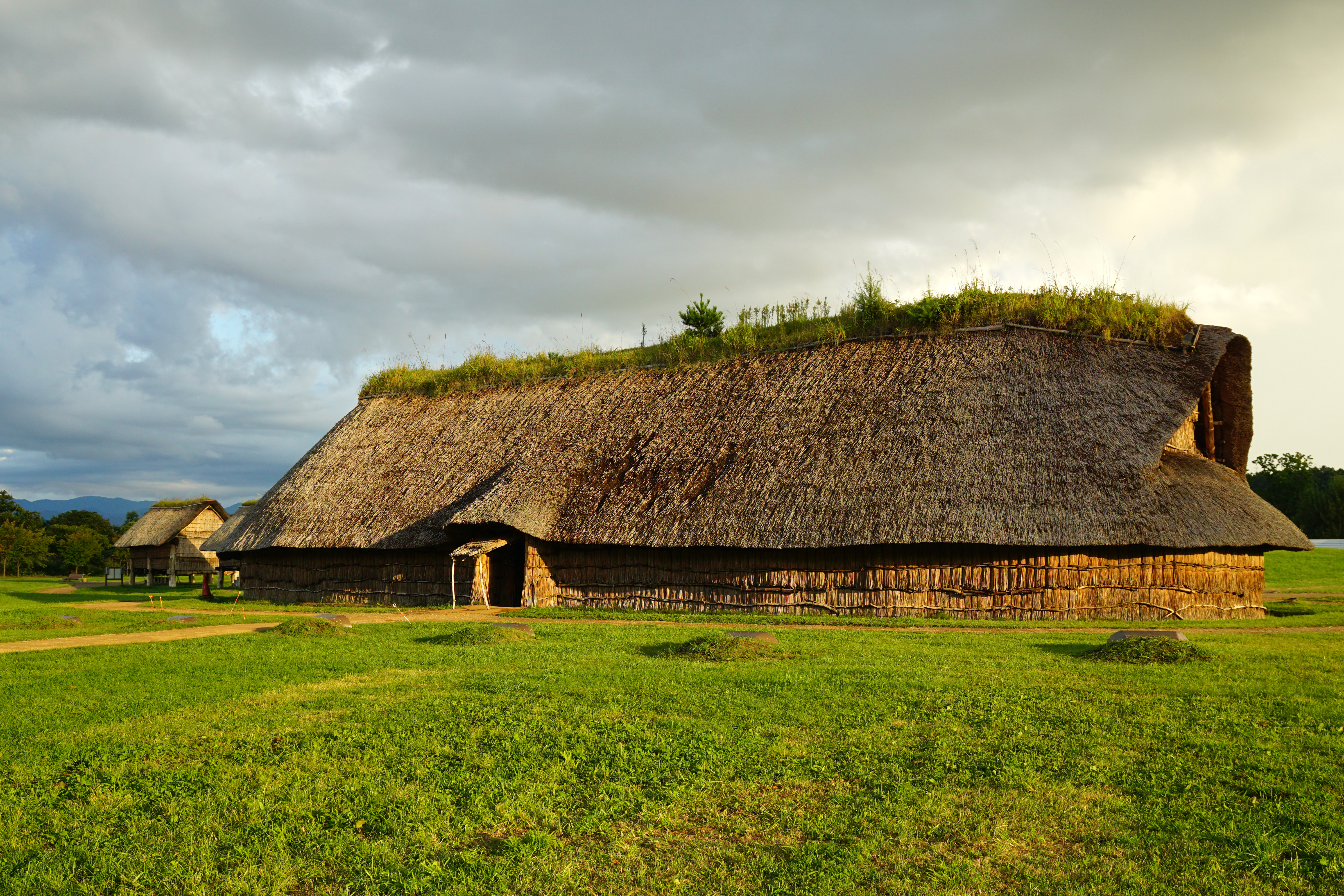
三内丸山遺跡（青森県青森市）の縄文時代の復元大型竪穴建物。

定住が開始された縄文時代以降は、住居や工房・倉庫等に利用される竪穴建物や平地建物などの建築物の遺構が、集落の遺跡から検出されるようになる。発掘調査においては、当時の地表面への掘り込みが明瞭な竪穴建物の検出数が多いが、神奈川県横浜市都筑区の小丸遺跡（港北ニュータウン遺跡群の1つ）では、1975年（昭和50年）～1976年（昭和51年）、1982年（昭和57年）に実施された発掘調査で、縄文時代の遺構面から平地建物、あるいは高床建物の痕跡である掘立柱建物跡（柱穴列）が確認され、竪穴建物と異なり床面を地表より低く掘り込まない建築物が、旧石器時代（田名向原遺跡の事例など）より後の縄文時代にも継続して存在していることが確認された。これらの建築物の内部には炉や、穀物の貯蔵穴などの設備が検出されることが多く、定住用の住居などの建物としての形式が見えるようになる。
また、山形県東置賜郡高畠町の押出遺跡（おんだしいせき）で検出された縄文時代前期の平面円形の平地建物は、掘立柱建物のように屋内に建てた太い柱を用いて屋根などの上屋部分を支えるのではなく、外側の壁そのもので上屋を支える構造の壁建ち建物で、この種の建築物も縄文時代から存在していることが確認されている。

#### 高床建物

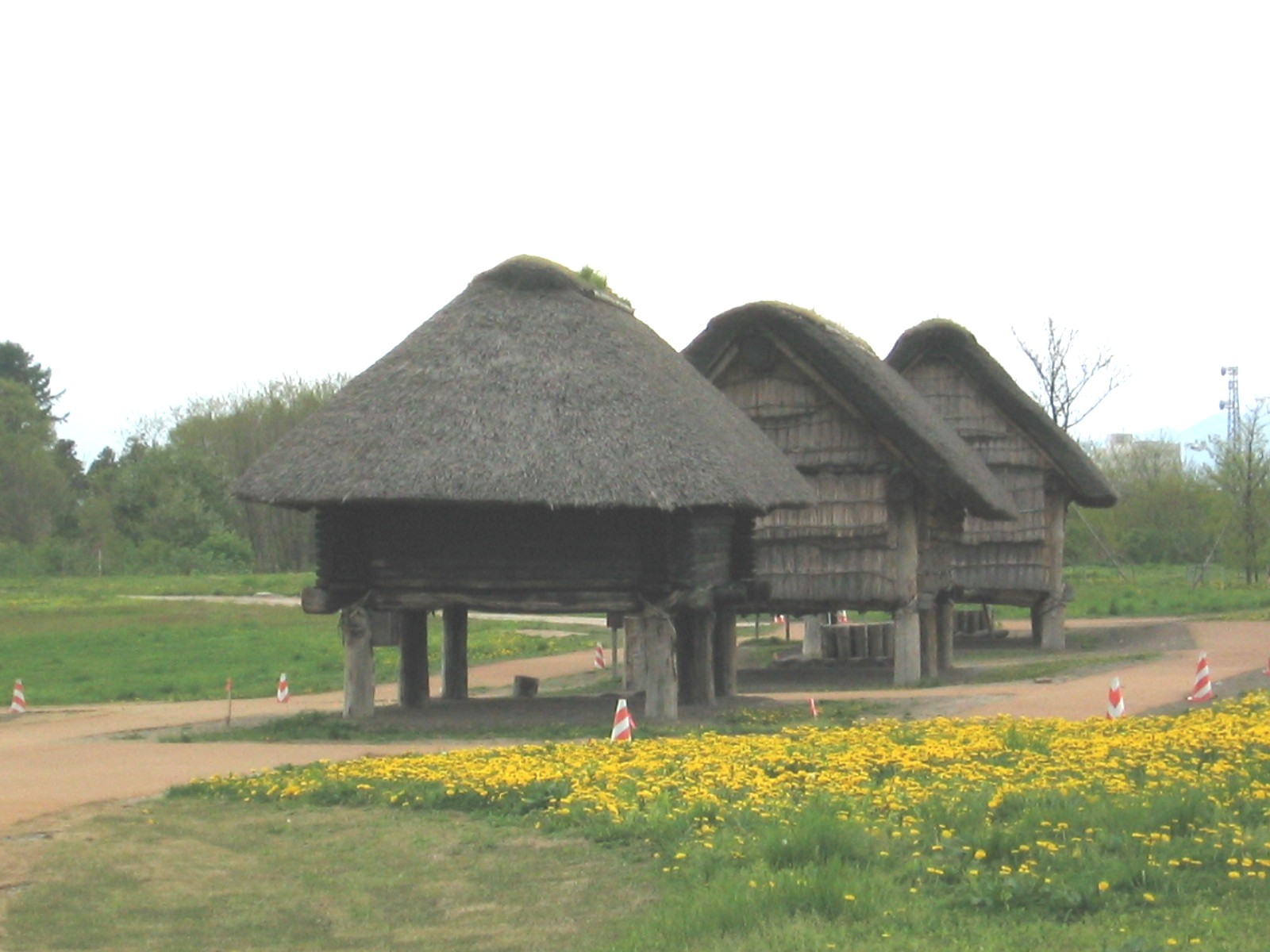
三内丸山遺跡（青森県青森市）の復元高床建物。

日本列島における高床建物の存在は、太平洋戦争直後では、静岡市駿河区の登呂遺跡などで弥生時代の高床倉庫の発見列が知られていたが、より古い年代の縄文時代には存在しないと考えられていた。そのため1977年（昭和52年）に長野県諏訪郡原村の阿久遺跡（縄文時代前期）で高床建物の柱穴列が検出された際も「方形配列土坑群」と呼ばれ、暫く建物遺構とは認識されていなかった。しかし1988年（昭和63年）に富山県小矢部市の桜町遺跡で、縄文時代中期の遺物包含層から貫穴（ぬきあな:部材と部材を繋ぐための穴）を持つ柱材や壁材が出土したことで、縄文前期から高床建物が存在していたことが判明した。

### 弥生時代建築

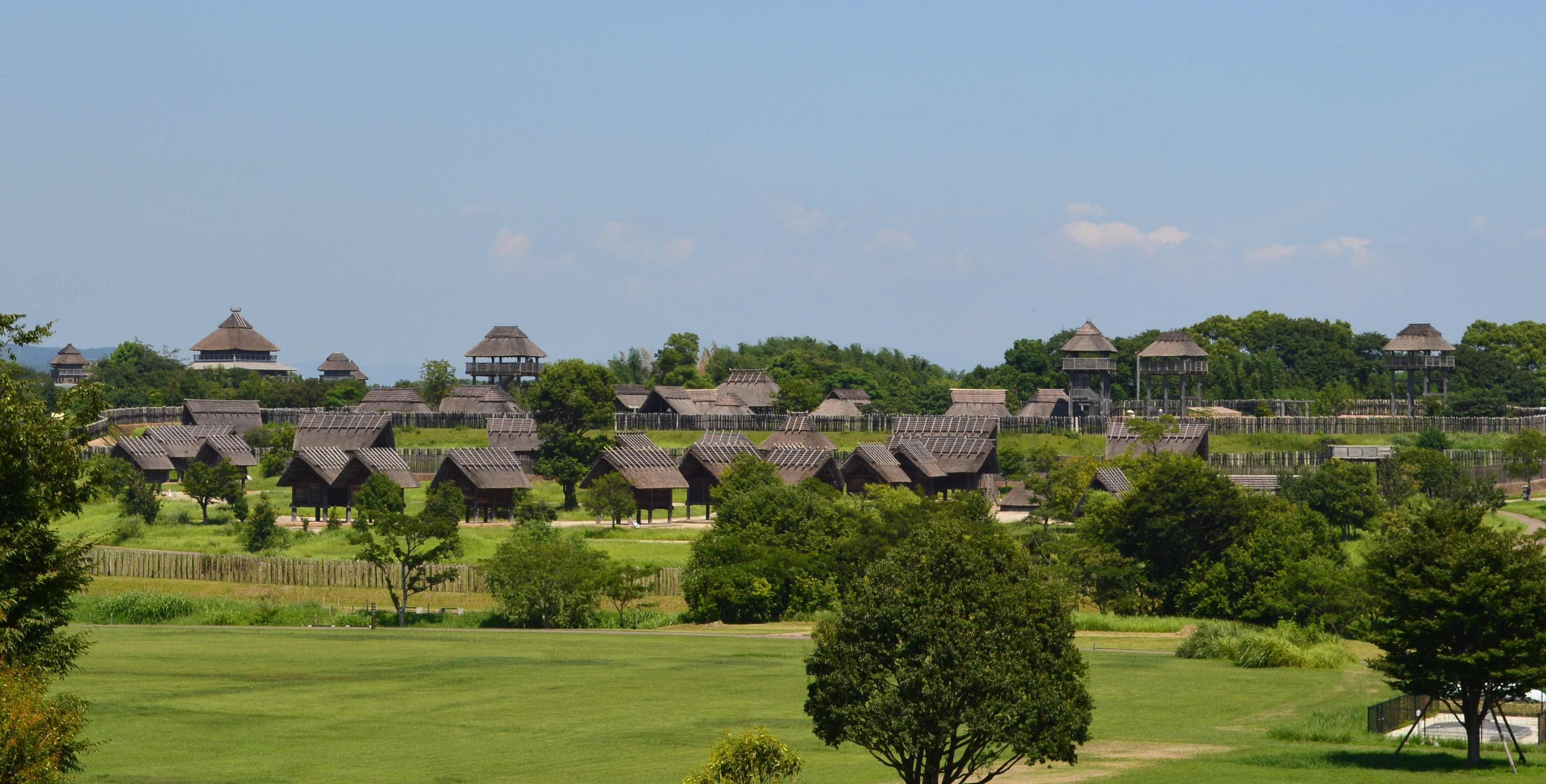
吉野ヶ里遺跡（佐賀県神埼市・神埼郡吉野ヶ里町）の遠景。

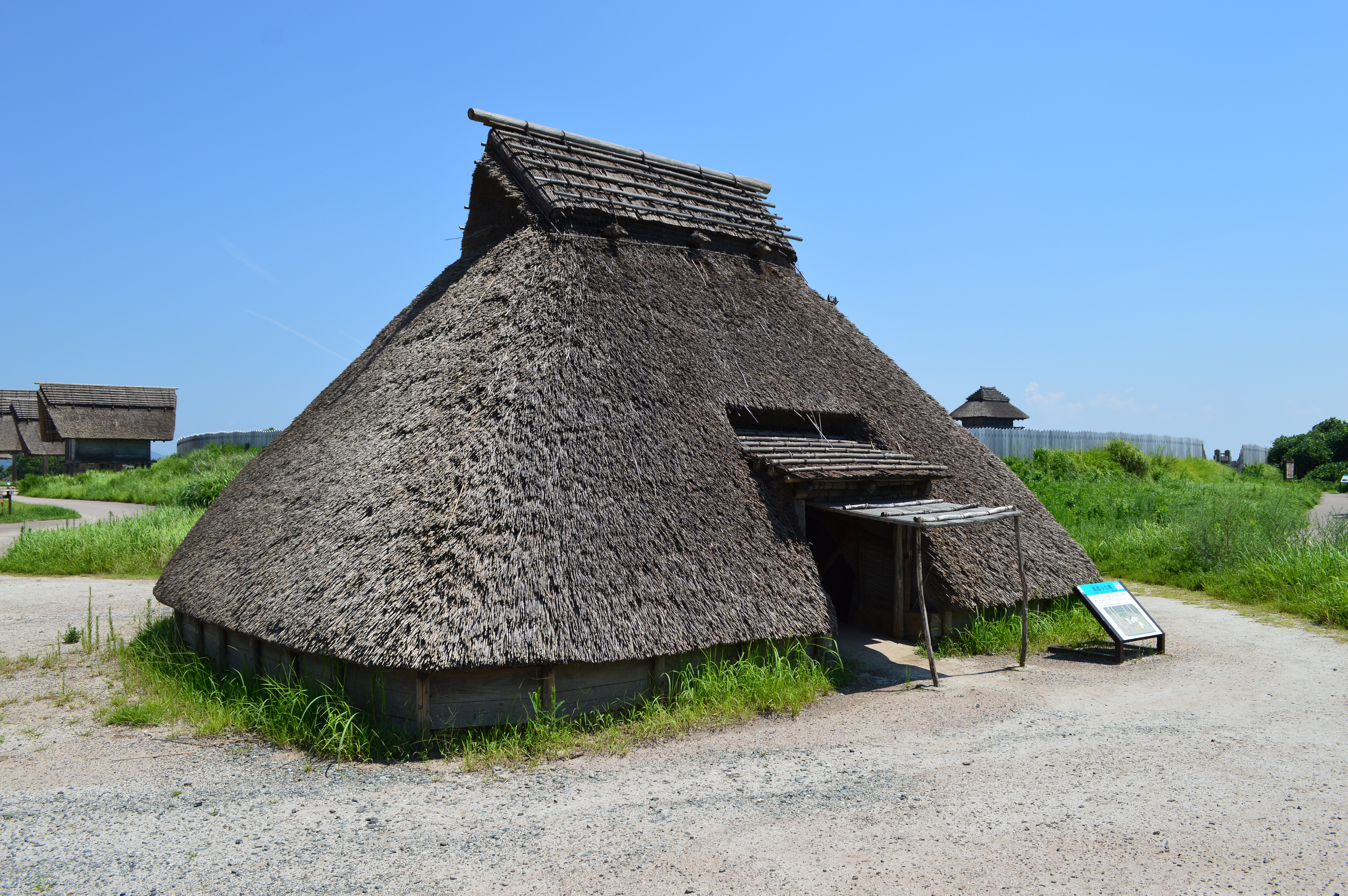
吉野ヶ里遺跡の復元竪穴建物。

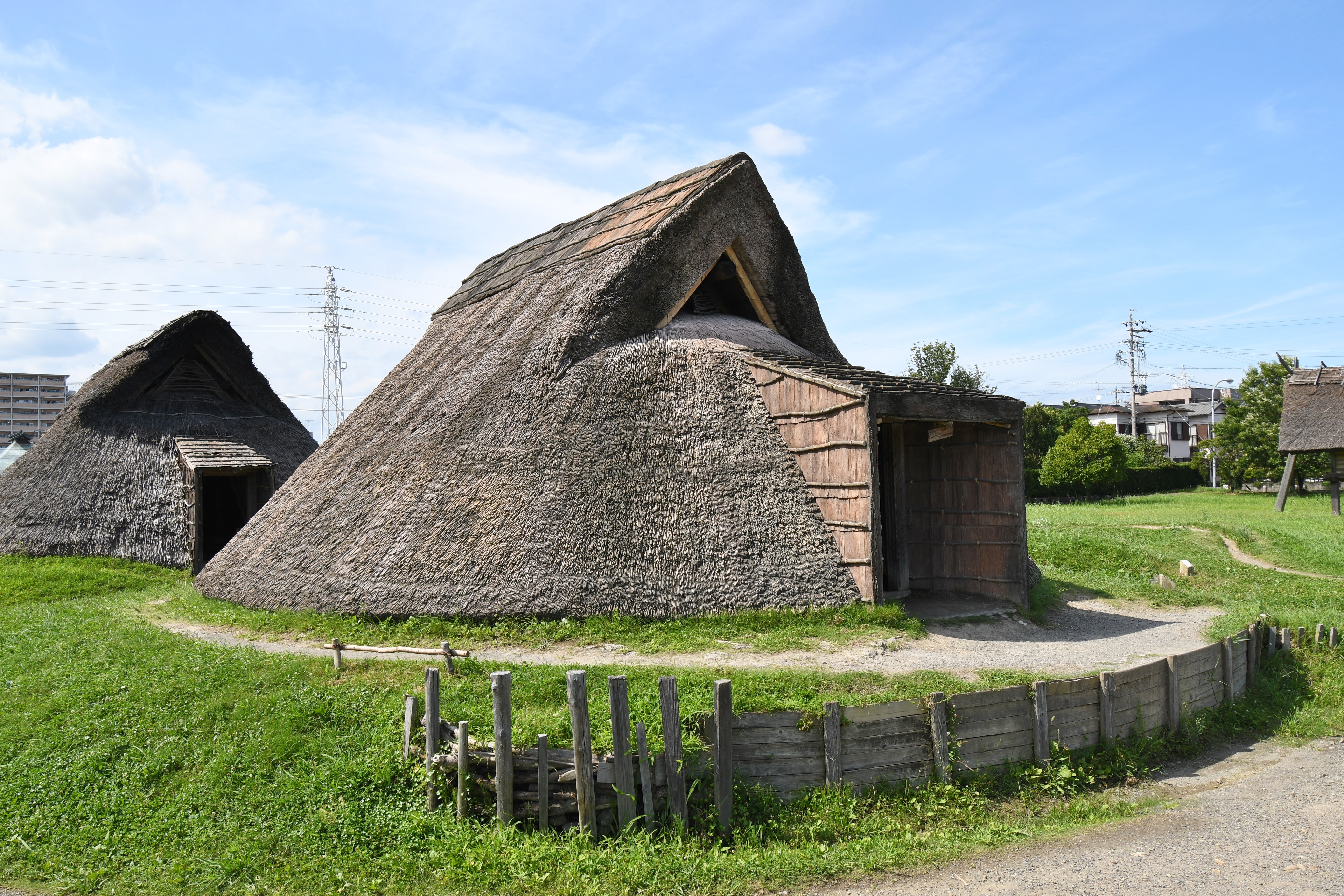
登呂遺跡（静岡県静岡市）の竪穴状平地建物。

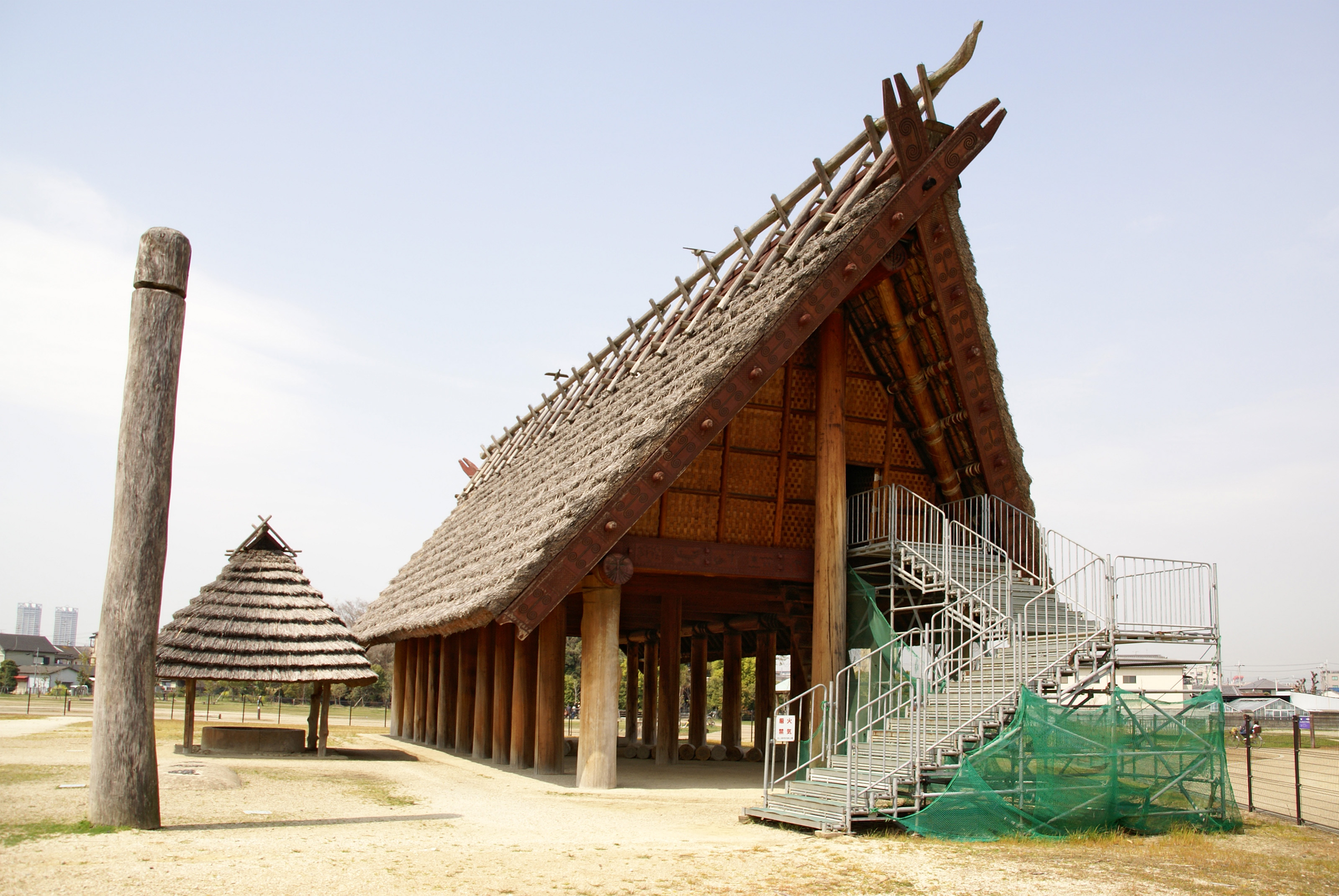
池上曽根遺跡（大阪府和泉市・泉大津市）の復元高床建物。独立棟持柱を持つ

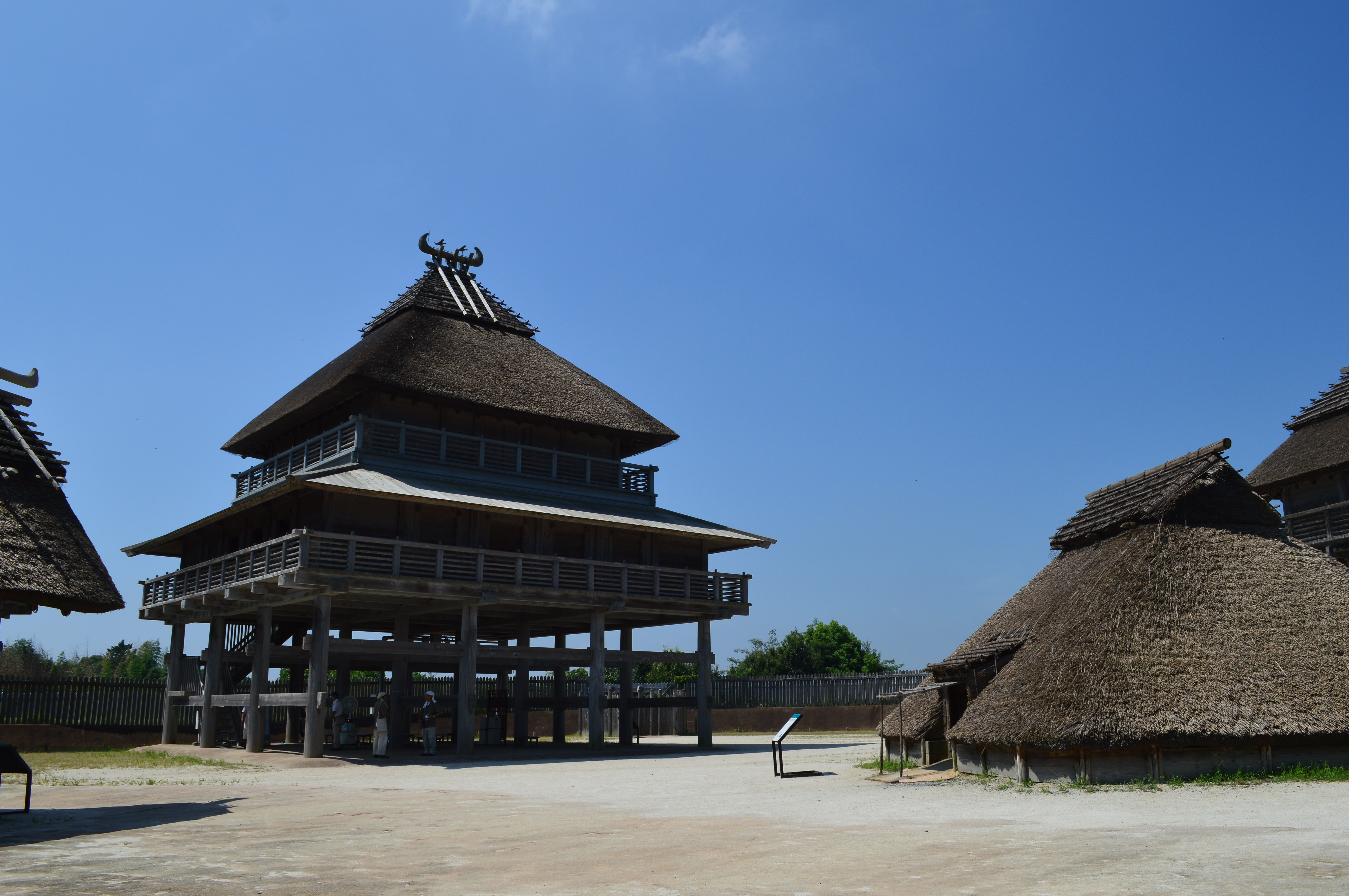
吉野ケ里遺跡の大型高床建物（主祭殿）。

水稲耕作が本格的に日本列島に波及した弥生時代以降は、台地上を主な集落域とした縄文時代までと異なり、平野部にも集落が形成されるようになり、そこでは住居（竪穴建物・平地建物など）や倉庫（高床倉庫など）と言った様々な建築が存在した。竪穴建物の室内の平面形態は、縄文時代では円形、楕円形、方形、長方形、六角形などがあったが、弥生時代には隅丸方形が主流となる。
また、各地の集落には、集団を統制する政治的な有力者が出現し、自らの住居を作る際、一般的な階層の住居用建築とは隔絶した規模の掘立柱建物が建築されるようになり、吉野ヶ里遺跡の総柱をもつ高床建物（主祭殿）や池上曽根遺跡の独立棟持柱をもつ高床建物などが知られる。

### 古墳時代建築

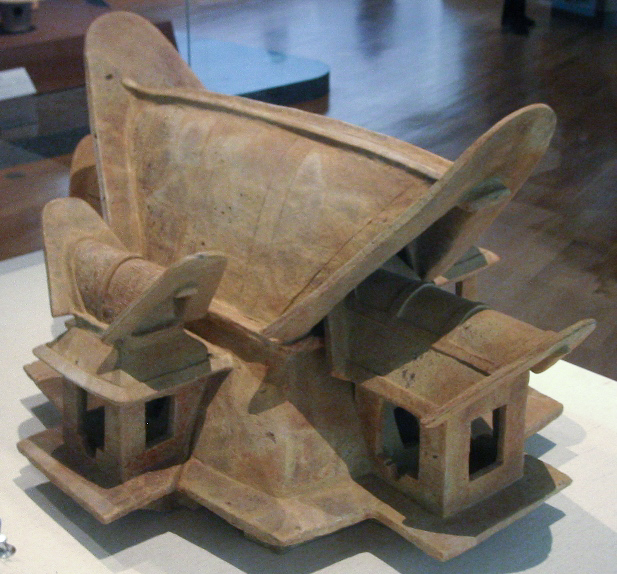
古墳時代の有力者の居館（豪族居館）を表したと見られる家形埴輪。

古墳時代の集落における一般的な建築は、竪穴建物や平地建物・高床建物などである。竪穴建物の平面形態は、古墳時代前期までは弥生時代に続き隅丸方形のものが多いが、中期以降は方形に近い長方形が主流となる。また、古墳時代中期には、竪穴建物などの内部にカマドが普及する。
各地の集落と地域を束ねる有力者（豪族）たちは、一般集落からやや離れた地点に堀で囲まれた大規模な敷地をもつ居館を構えるようになり、これらは豪族居館と呼ばれる。群馬県三ツ寺遺跡などでその遺構が検出された。また、祭司等の宗教行事や貯蔵施設など、集落の中心となる建築物が判りやすくなった。

### 古代建築
飛鳥様式

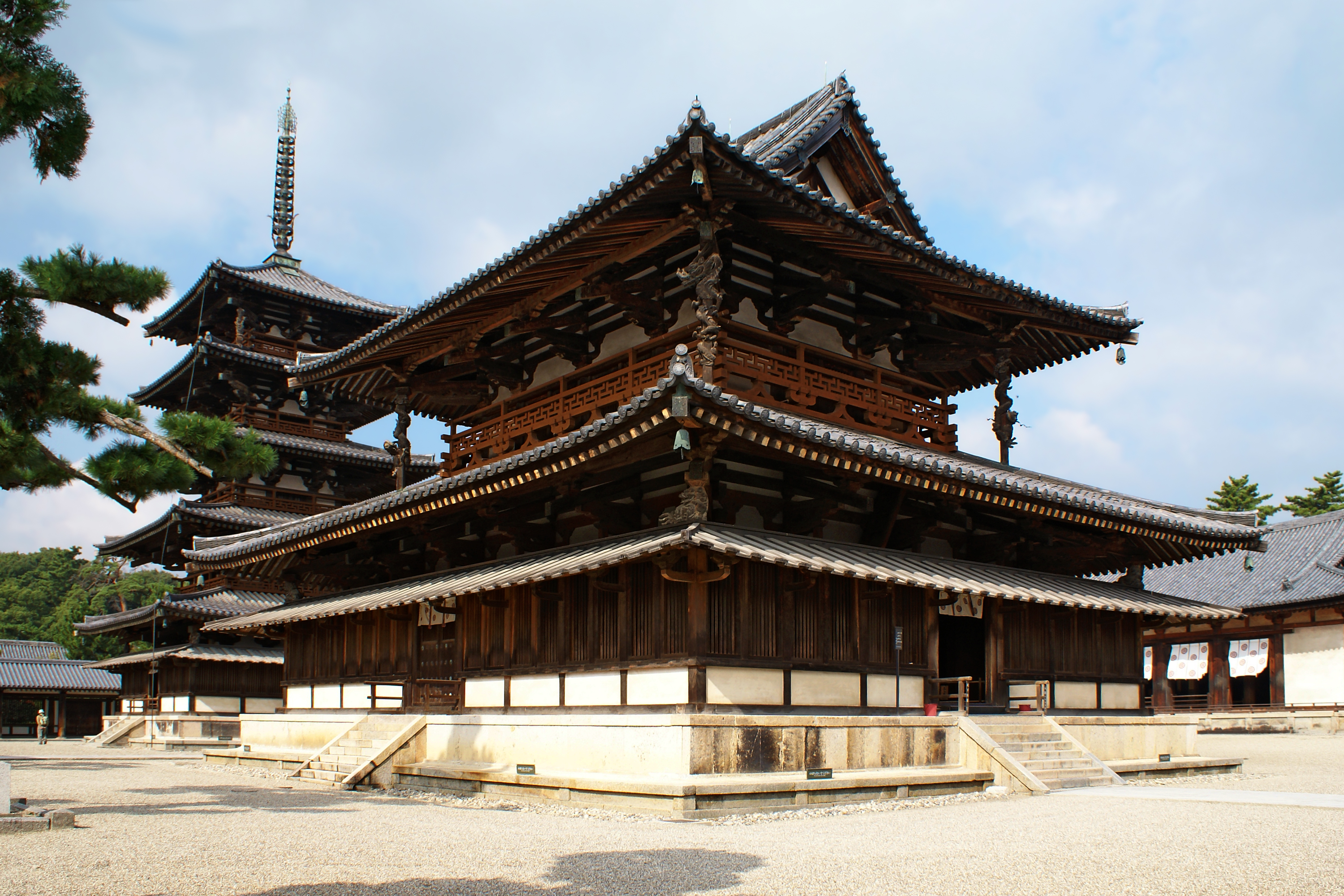
法隆寺 西院伽藍

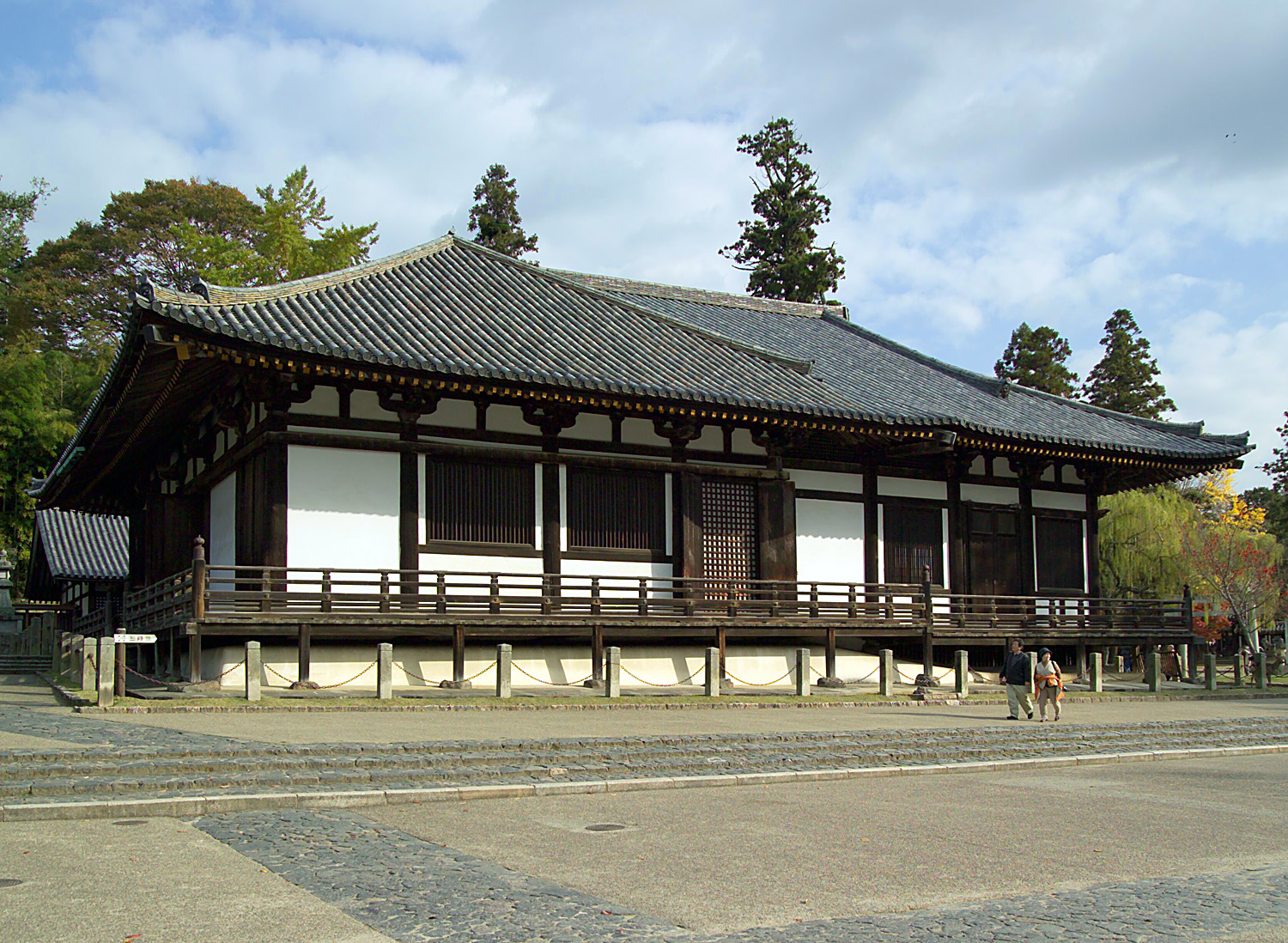
東大寺法華堂（三月堂）

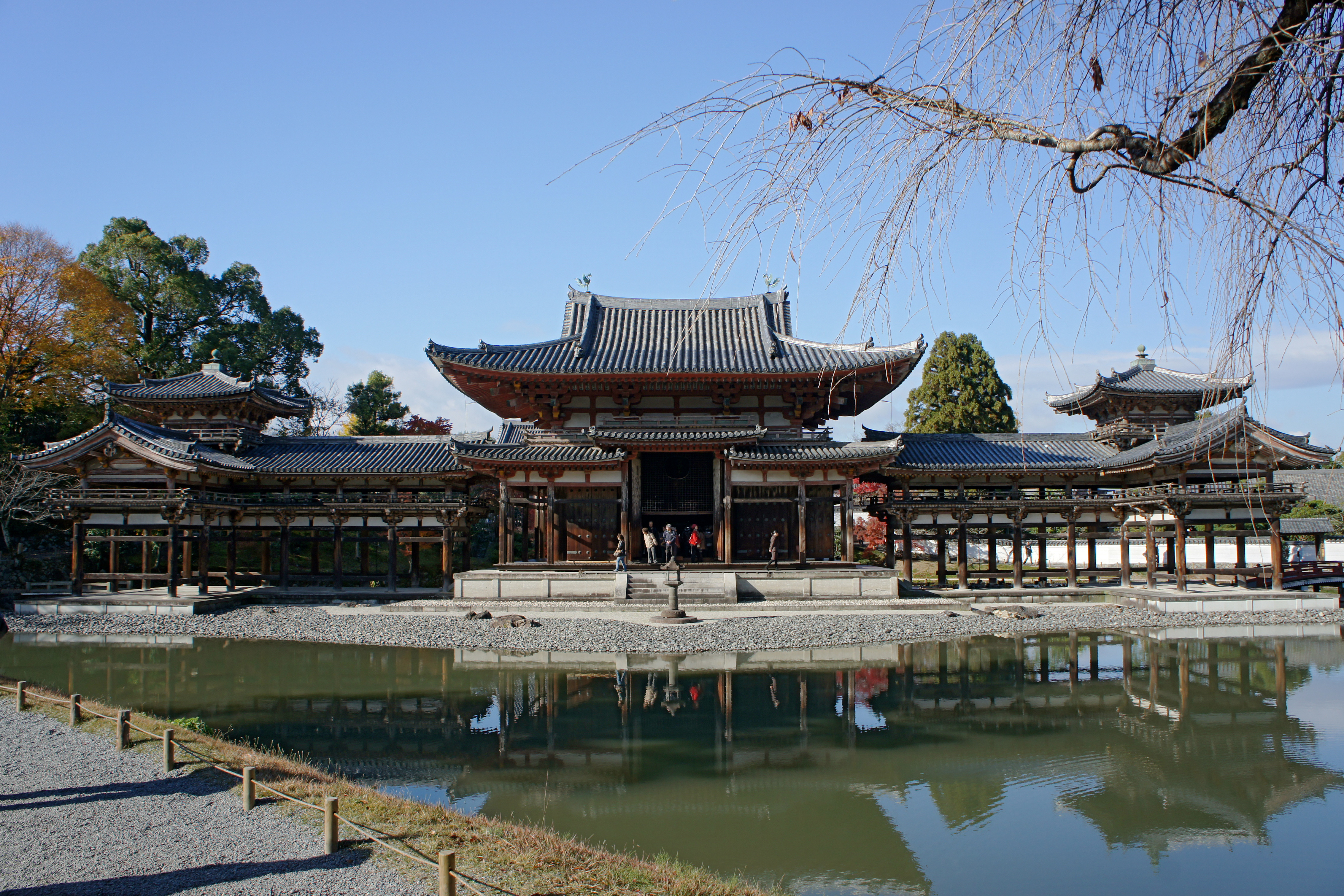
平等院鳳凰堂

- 法隆寺西院伽藍、法起寺三重塔、法輪寺三重塔（焼失）

白鳳様式
- 薬師寺東塔

奈良時代
- 東大寺（法華堂、転害門など）、正倉院正倉、唐招提寺（金堂、講堂など）、法隆寺（夢殿など）

平安時代前期
- 室生寺金堂・五重塔、醍醐寺五重塔など

平安時代後期
- 阿弥陀堂 - 平等院鳳凰堂、中尊寺金色堂、白水阿弥陀堂、富貴寺大堂
- 寝殿造

飛鳥・奈良時代は、中国の仏教建築の様式と技術を朝鮮半島を経由して取り入れた時期である。遣隋使・遣唐使の時代になると、中国の唐王朝の建築様式から強い影響を受け、礎石の上に柱を立てて柱を朱色に塗るという大陸風のデザインが導入されるようになった。
仏教公伝（538年）以降、日本でも寺院建築が建てられるようになった。記録では577年に仏工・造寺工が百済から招かれた。588年から609年にかけて蘇我氏が築いた飛鳥寺（奈良県高市郡明日香村。法興寺、元興寺とも）や593年に聖徳太子創建とされる摂津国の四天王寺(大阪府大阪市天王寺区。天王寺)が、日本最古の伽藍とされる（いずれも当初の建物は現存しない）。現存するものとしては法隆寺の西院伽藍、法起寺三重塔（ともに奈良県生駒郡斑鳩町）が最古のものである。法隆寺西院伽藍は、かつては聖徳太子の時代の建築と信じられていたが、近代における研究の進展の結果、670年の火災以後、7世紀末から8世紀初めの再建と考えられている。法起寺三重塔は8世紀初めの建築である。当時の伽藍配置や技法には、百済の寺院との共通性が指摘されている。
一般に奈良時代の建物の基礎構法は伝統的な掘立式だった。平城宮の発掘調査によって検出された800棟の建物のうち、その大多数が掘立式の基礎だったことから、70年に及ぶ奈良時代の間に平均して4回の基礎の腐朽による建て替えが恒常的に行われたと考えられている。
平安時代、国風文化の時代になると建築様式も日本化し、柱を細く、天井を低めにした穏やかな空間が好まれるようになった。平安時代以降には日本独自の形態として発展し、この建築様式を和様と呼ぶ。
10世紀中期以降、朝廷や寺社の行事や儀式は次第に夜を中心にして行われるようになっていった。それは同時に夜間における灯火の利用を増大させて度重なる火災の原因となり、結果的には大規模な造営が行われる一因となった。このことは租庸調による税収の衰退とともに中央・地方の財政の悪化をもたらし、国宛や成功などの新たな財政制度を生み出すとともに、建築の分野では修理職や木工寮などの担当官司や東大寺などの大寺院を中心として工匠組織内部における技術や経験の師資相承が行われ、後世における大工・職人の徒弟制度の原点となった。また、日本全国から造営に動員された工匠たちも中央の優れた建築技術を持ち帰ってそれぞれの地方の建築で生かし、さらに地方の国司たちも中央に送る瓦などの生産能力を高めていくなど、中世以後の建築の発展につながることになった。だが、一方でこうした相次ぐ建築は木材の伐採に伴う山林（杣）の荒廃などの環境破壊を招き、次の鎌倉時代前半期に新たな自然災害や飢饉や治安悪化などの社会問題を生み起こす要因になったとする指摘もある。

### 中世建築
鎌倉時代

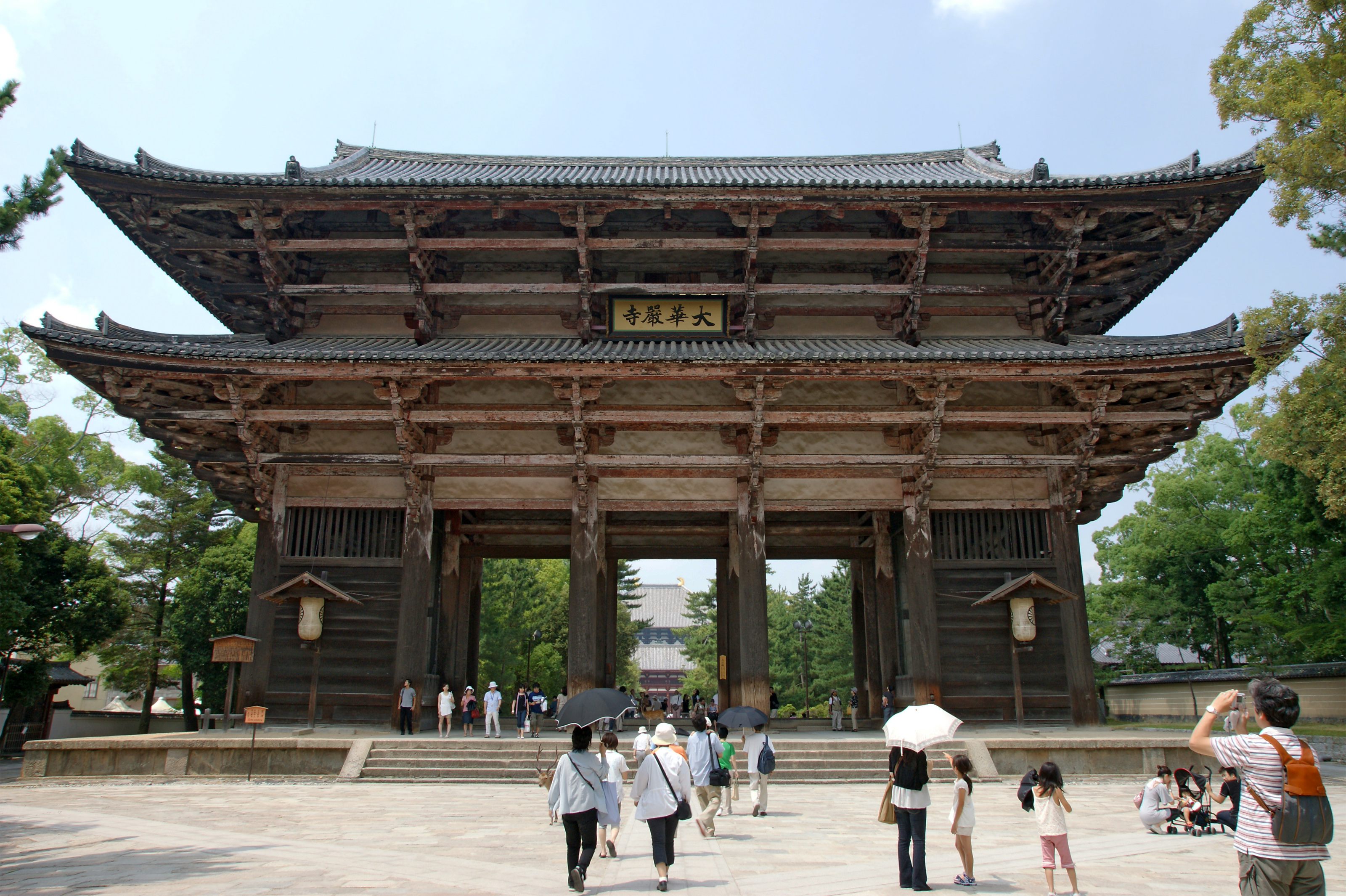
東大寺南大門

慈照寺銀閣

- 東大寺の復興と浄土寺建立（大仏様あるいは天竺様、重源）
- 禅宗様（唐様）（禅宗仏殿） - 功山寺仏殿、善福院釈迦堂など
- （俗に）武家造

室町時代
- 鹿苑寺金閣（寝殿造+禅宗）、慈照寺銀閣（書院造+禅宗仏殿）
- 主殿造

鎌倉時代に入ると、中国との交易が活発になったことで、再び中国の建築様式が伝えられた。まず入ってきたのは東大寺再興の際に用いられた様式である（大仏様あるいは天竺様）。
天平時代に建設された東大寺大仏殿は平安時代末期の源平の争乱の中、焼失した。重源は幾多の困難を克服して大仏を鋳造し、1185年、開眼供養。1195年、大仏殿を再建。1203年に総供養を行った（東大寺盧舎那仏像を参照）。
重源が再建した大仏殿などの建築様式は非常に独特なもので、当時の中国（宋）の福建省周辺の建築様式に通じるといわれている。
その建築様式は合理的な構造、豪放な意匠で大仏殿にはふさわしいものであったが、日本人の好む穏やかな空間とは相容れない面もあり、重源が死去すると大仏様も衰えた。大仏殿再建に関わった職人は各地へ移り、大仏様の影響を受けた和様も生まれ、これを折衷様と呼ぶ。
その後、禅僧が活発に往来し、中国の寺院建築様式が伝えられた。これは禅宗寺院の仏堂に多く用いられている（禅宗様あるいは唐様）。
また、中世には出家した僧や隠遁者が人里離れて住む簡素な建物である草庵が出現し、鴨長明『方丈記』や絵巻物などに描かれている。平安後期・鎌倉期には明恵や一遍、西行、日蓮ら宗教者が草庵を拠点に活動を行った。

### 近世建築
- 安土桃山時代

姫路城天守群（安土桃山時代)

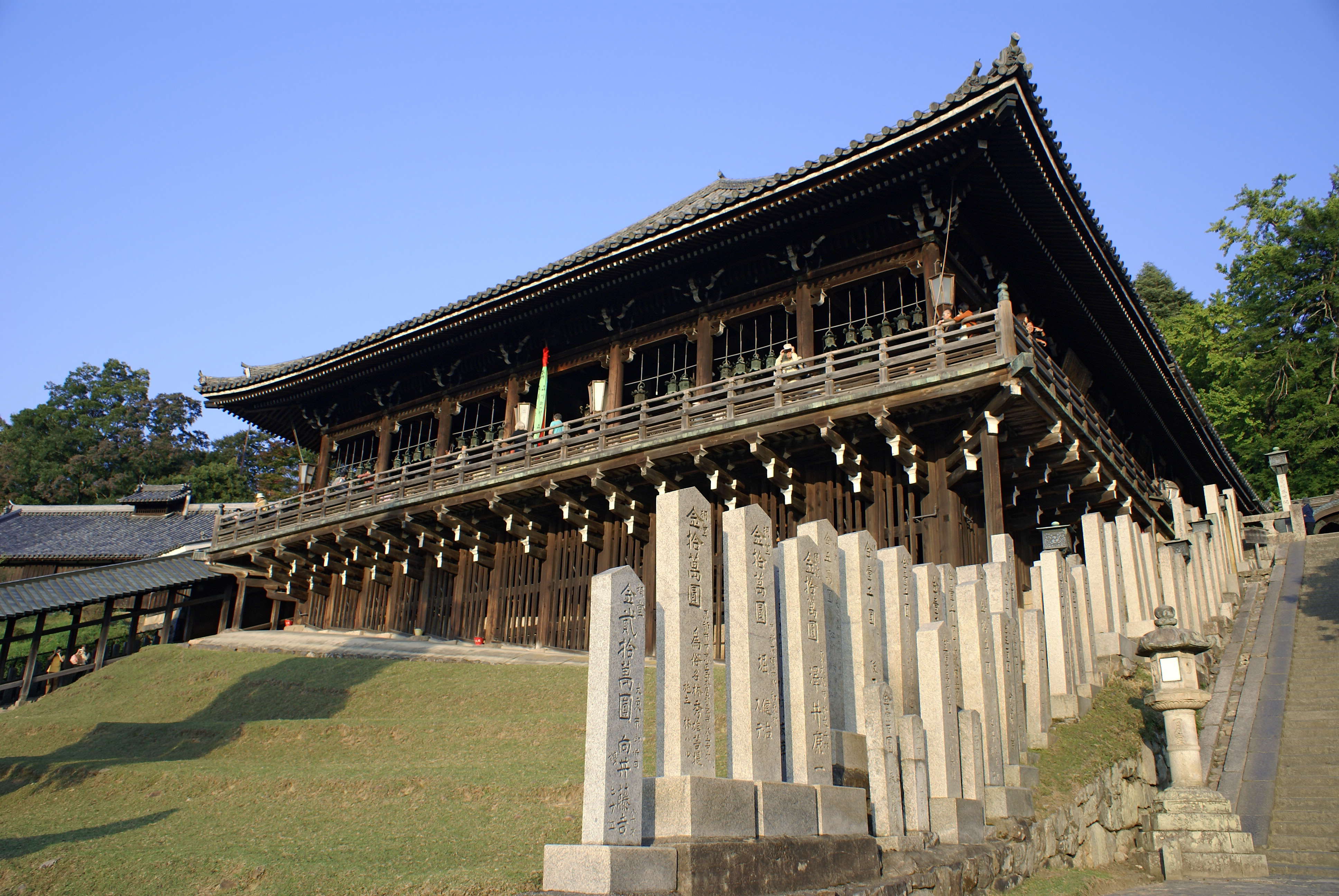
東大寺二月堂（江戸時代初期)

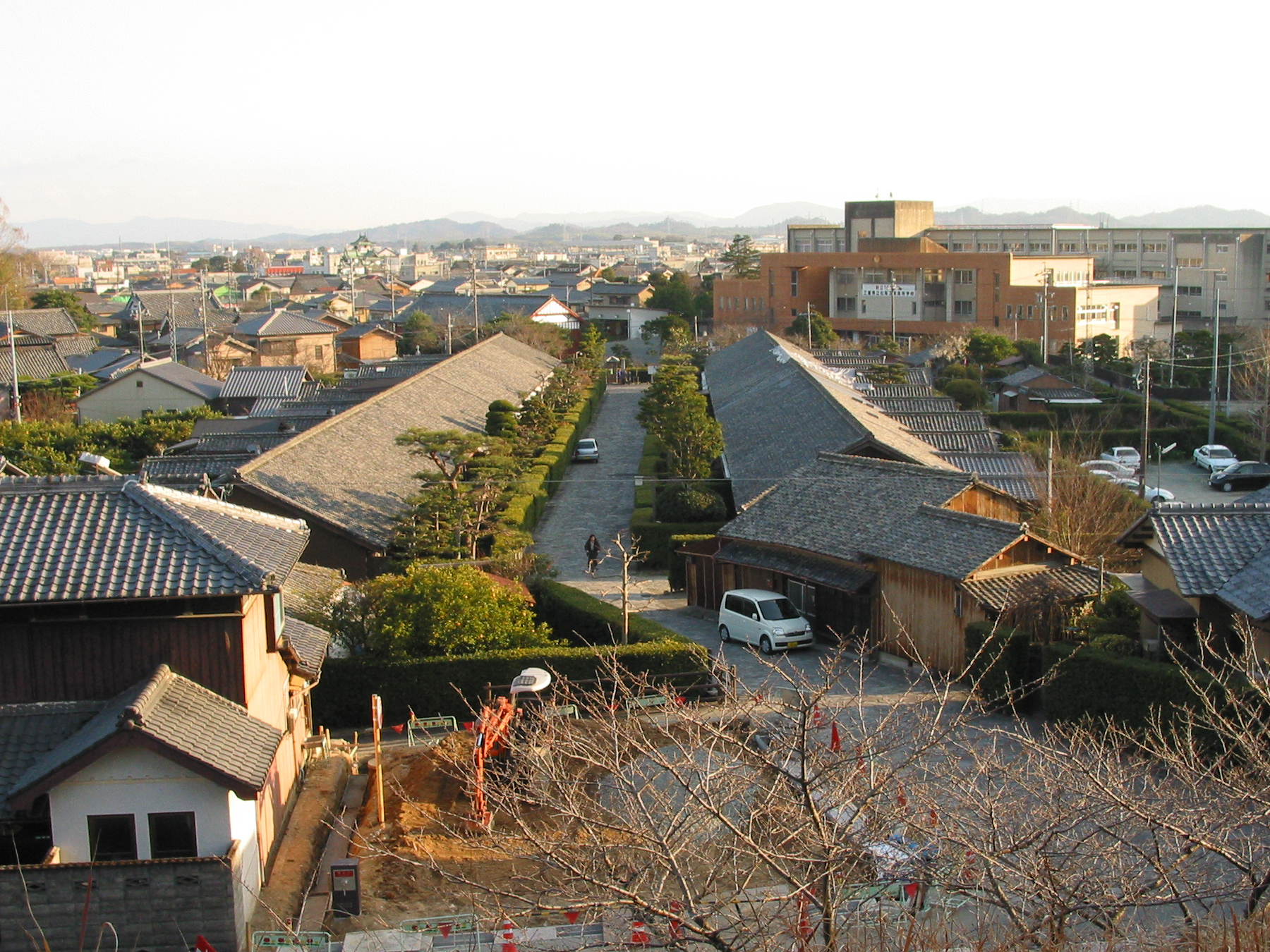
御城番屋敷全景

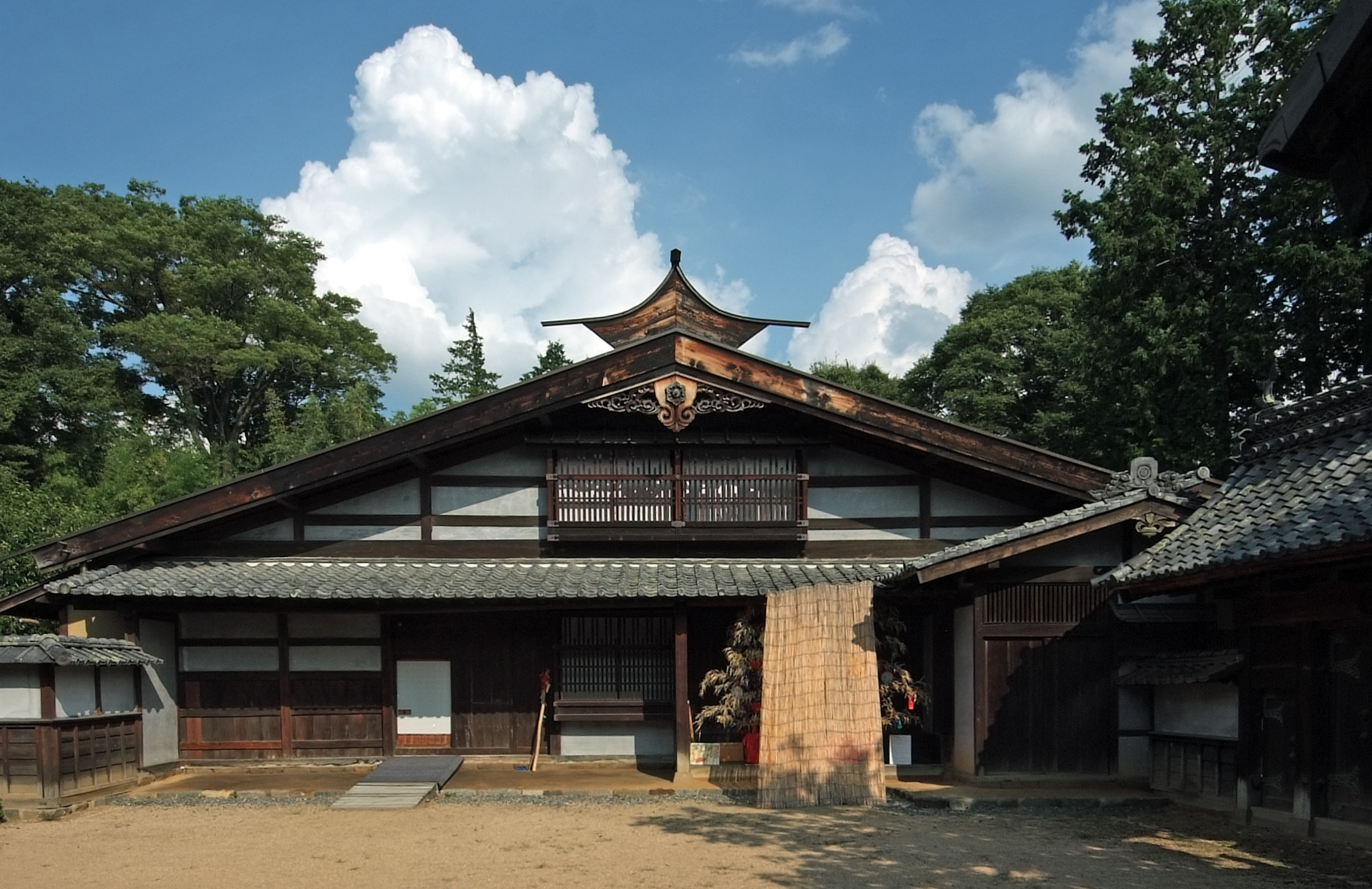
馬場家住宅

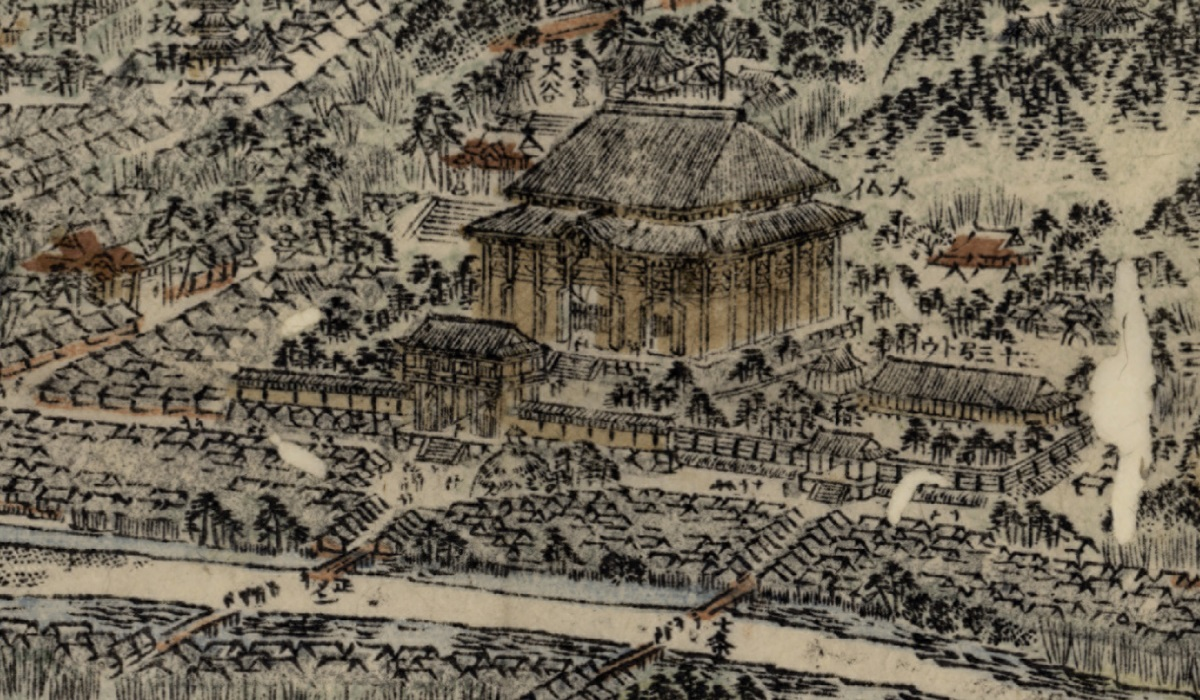
かつて京都に存在し、木造建築として最大規模を誇っていた方広寺大仏殿(京の大仏)。 寛政10年(1798年)に落雷による火災のため焼失した。東大寺大仏殿と同じく、建築様式は大仏様であった。(「花洛一覧図」京都府立京都学・歴彩館デジタルアーカイブ 一部改変)

  - 城郭、書院造の完成 - 姫路城、彦根城、松本城、犬山城など
  - 茶室 - 妙喜庵待庵

文化史上、室町幕府が滅亡した1573年から、豊臣家が滅亡した1615年までを桃山時代とすることが多い。天下統一の時期にふさわしく、城郭建築が発達し権力のシンボル的な天守が築かれ、御殿は華麗な障壁画で装飾された。また、室町時代に始まった茶の湯は千利休によって大成され、茶室というジャンルが生まれた。
- 江戸時代
  - 書院造 - 西本願寺書院（対面所及白書院）、二条城二の丸御殿
  - 数寄屋造
  - 武家屋敷：武家屋敷 (塩見縄手)、御城番屋敷など
  - 霊廟建築 - 日光東照宮など
  - 寺院建築 - 東大寺二月堂、方広寺大仏殿（京の大仏）など
  - 陣屋 -　飯野陣屋、高山陣屋、名張陣屋、敦賀陣屋など
  - 宿場町等にみられる町家建築
  - 民家：吉村家住宅、高野家住宅、岩瀬家住宅、馬場家住宅、二階堂家住宅、那須家住宅など

江戸時代は全般に庶民文化の栄えた時代であるが、建築でも世俗化の傾向が顕著に見られる。茶室を住宅に取り入れた数寄屋造りや、都市の娯楽施設である劇場建築・遊廓の建築などがその例である。また、民家も一部は書院造の要素も取り入れ、次第に発展していった。
寺院建築では、善光寺・浅草寺・方広寺など大多数の信者を収容する大規模な本堂が造られるようになった。豊臣秀吉・豊臣秀頼父子の造立した、初代・2代目方広寺大仏殿(京の大仏)は、文献記録によれば、平面規模が間口(正面幅) 南北45間(約88m)、奥行 東西27間(約55m)もあった。この寸法は考古学的知見からも正しいと見なされている。初代大仏殿は失火のため、2代目大仏殿は、寛政10年(1798年)に落雷による火災のため焼失してしまった。なお現存の東大寺大仏殿の平面規模は、間口(正面幅)約57.5m、奥行約50.5mであるので、初代・2代目方広寺大仏殿の方が平面規模で上回っていた。
近世建築関連人物一覧：
- 長船綱直
- 小瀬甫庵
- 織田信長
- 加藤清正
- 黒田如水
- 小堀政一
- 角倉了以
- 高山右近
- 藤堂高虎
- 徳川家康
- 丹羽長秀
- 松倉重政
- 安井道頓
- 山本勘助
- 淀屋常安

### 近代建築
※年表は、日本近代建築史を参照。
- 西洋館・異人館 - 北野町山本通、銀座煉瓦街など
- 擬洋風建築 - 旧開智学校、龍谷大学講堂、白雲館など
- 建築家の誕生 - ジョサイア・コンドル、辰野金吾など
- 歴史主義建築
- 分離派建築会
- モダニズム建築
- 帝冠様式
- 日本植民地様式

幕末に外国人居留地が開かれると、外国人の住居、商館、教会などが建てられるようになった。グラバー邸は長崎の高台に築かれ、グラバーの指示に従って日本人が建設したものだが、来日した外国人技師によるものも見られるようになった。これら居留地の建築に刺激を受けた棟梁たちが明治初期にかけて各地に見よう見まねの洋館を建てた（擬洋風建築）。
明治初頭、日本政府は近代化に必要な都市を築くため、西洋建築の技術を得ようと躍起になっていた。お雇い外国人として、イギリスのウォートルスやコンドルが招かれた。コンドルは工部大学校で日本人建築家の育成に努め、「日本建築界の父」ともいわれる。教え子の第1期生が辰野金吾である。
政府による官庁集中計画が立てられると、専門家育成が必要になり、ヨーロッパの中でも日本がめざすべき先進国と考えられたドイツ政府に指導的人物を打診した。ヘルマン・エンデ(Hermann Ende)とヴィルヘルム・ベックマン(Wilhelm Boeckmann)の共同設計事務所（エンデ・ベックマン事務所）が担当することになり、エンデとベックマンらが来日した。彼らは近代国家建設に要する技術習得のために日本人のドイツ留学を時の日本政府に進言し、政府は建築技師として妻木頼黄・渡辺譲・河合浩蔵の3人、石工・大工・人造石左官・煉瓦職・ペンキ職・屋根職・石膏職の高等職人17人で構成された総勢20人の青年をドイツに留学・派遣した。3年の留学の後、知識と技術を得た彼らのうち数人は後に現東京工業大学の第1期卒業生となり、ある者は美術家となるが、彼らの多くは日本国内の建築分野で活躍した。ほか特記事項として、ロンドン大学に留学した桜井小太郎が1892年（明治25年）に日本人初の英国公認建築家の資格を得ている。
日本において建築とは、まず近代化のために西洋から学ぶべき技術として捉えられ、芸術・美術と捉える意識は薄くなった。また濃尾地震や関東大震災で煉瓦造建築に大きな被害が生じたことから、日本独自の耐震構造技術への関心が高まった。こうして、建築はもっぱら工学的な学問と考えられる風潮が強まった。この意識は今日まで続いている。
一方、大正中期の1920年に日本初の建築デザイン運動として、堀口捨己・山田守・石本喜久治・森田慶一・瀧澤眞弓等の東京帝国大学建築学科出身者が集まり分離派建築会の活動が始まった。
また、20世紀前半には列強の仲間入りを果たした日本は、その海外進出に伴い、日本植民地様式（Japanese Colonial architecture）とも呼ばれる建築を手掛けるようになった。

### 現代建築

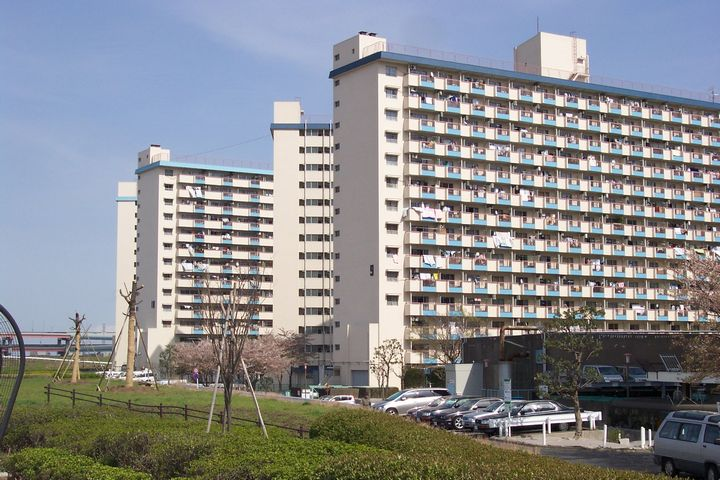
都市再生機構豊島５丁目団地（2006年4月9日 東京都北区）

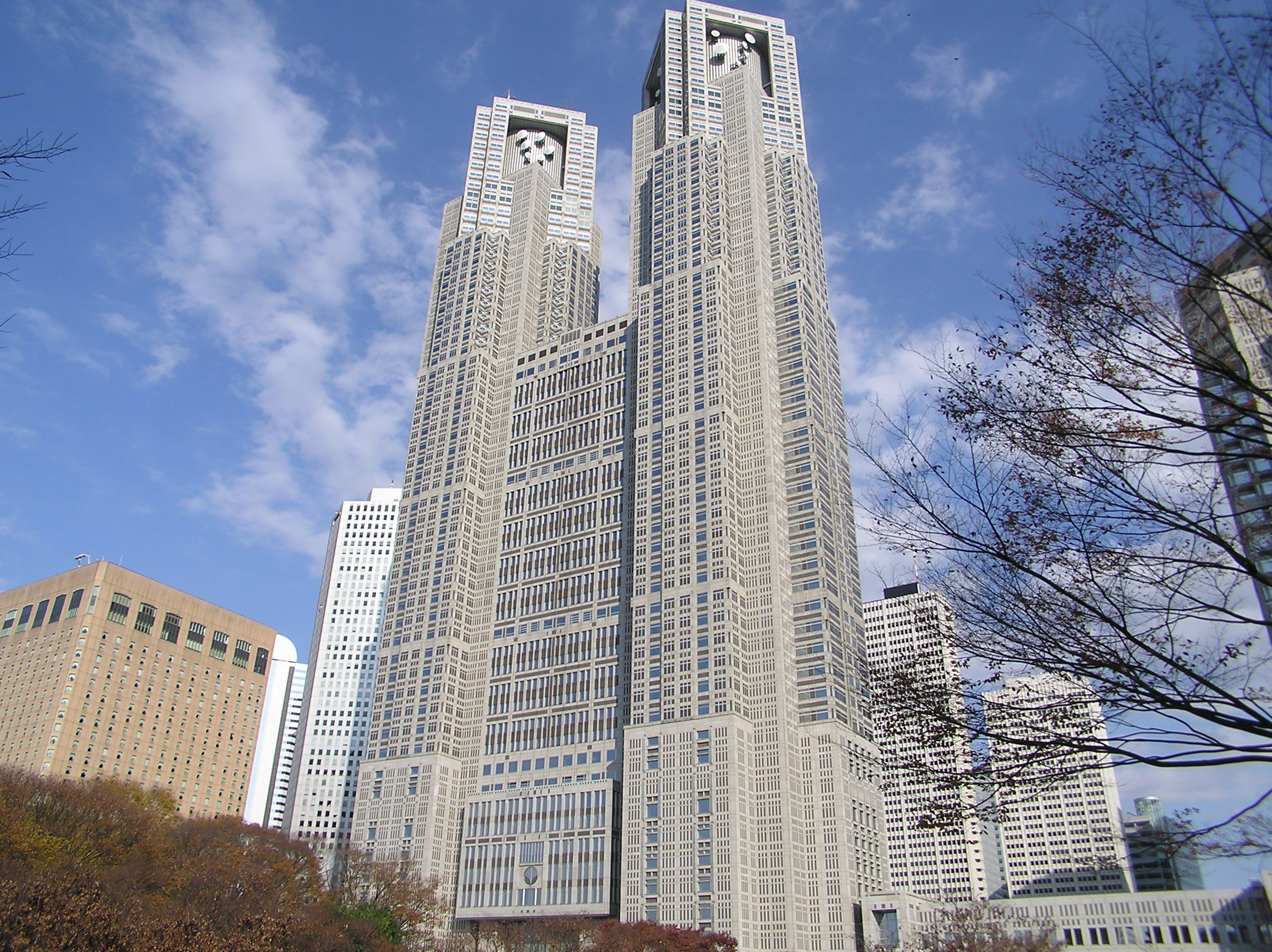
東京都庁舎

戦争で大きな打撃を受けた建築界は、戦後復興、高度経済成長の中で活躍の場を見出した。鉄筋コンクリートの使用が一般的になり、各地にモダニズムの公共施設が建設された。モダニズムが目指したのは風土性やシンボル性の否定であり、デザインはインターナショナル・スタイルに切り替わった。地震の多いことが日本の課題の一つであったが、耐震構造技術が進み、かつては百尺（31m）に制限されていた規制も緩和され、超高層建築が建てられるようになった。丹下健三、槇文彦、安藤忠雄など世界的な評価を得る建築家も増え、日本の現代建築のレベルは上昇した。この間に意匠デザインと構造設計の分離分業が進んだ。
一方、都市の美観という発想は、大正・昭和初期の建築家の一部に見られたものの、戦時体制・戦後復興の中でほとんど影をひそめてしまった。伝統的な街並みや過去の優れた建造物の多くが戦災や経済発展の中で失われ、経済性・合理性優先の安上がりな建築が多くなり、スクラップアンドビルドが繰り返された。社会が豊かになっていくにつれ、建築のシンボル性について再び考慮がされるようになるが、平成期の不況によって再開発やデザイン重視の建築は思うように進まず、戦後初期の雑居ビルなどが老朽化したまま残された。
その結果生まれた日本の雑然とした町並みを肯定的に評価する意見もあるが、かつての日本にあった風土的な個性の多くが失われたことには反省の声も多く、重要伝統的建造物群保存地区の選定や景観法の制定など、美しい都市・国土への関心も高まった。
1995年の阪神・淡路大震災ではコンクリート建築が次々と倒れ、建築関係者に衝撃を与えた。

## 日本建築史の研究者
- 天沼俊一 - 社寺建築の細部の変遷を詳細に研究した。
- 伊東忠太 - 日本建築史の第一歩を記した。
- 伊藤ていじ - 中世住居、民家を研究し、現代建築にデザインとして捉えることを提唱した。
- 稲垣榮三 - 神社の研究を進め、特に伊勢神宮と出雲大社の心御柱に注目する見方を提唱した。
- 太田博太郎 - 中世建築・民家など幅広く研究を進めた。
- 大河直躬
- 今和次郎
- 関野貞 - 建築史様式史を確立し、奈良・京都を中心に全国の古建築の調査を行い文化財保護に尽くした。
- 中村昌生 - 茶室や数奇屋の建築および研究を行う。
- 長谷川輝雄 - 四天王寺など失われた寺院建築の復元的考察を行った。
- 林徽因 - 飛鳥時代の日本建築と隋朝の中国建築の比較研究を行った。
- 藤井恵介
- 藤森照信 - 全国の近代建築を紹介して一般に認知を広め、研究対象を看板建築やアジアの近代建築にも広げた。
- 堀口捨己 - 茶室を思想的な背景のもとに考察した。
- 宮上茂隆 - 寺院や、城郭建築を建築史の技法を使って再現の研究を行う。
- 村松貞次郎 - 日本の近代建築を技術史的に研究した。
- 藤井恵介 - 日本の寺院建築の様式と空間について研究した。